# جورج والاس (فلم)
جورج والاس هو فيلم سيرة ذاتية تلفزيوني من إنتاج عام 1997، من إخراج جون فرانكنهايمر وبطولة غاري سينيز في دور جورج والاس، الحاكم الخامس والأربعين لولاية ألاباما. السيناريو من تأليف مارشال فرادى وبول موناش، وهو مستند إلى سيرة ذاتية كتبها فرادي عام 1996 بعنوان "والاس: الصورة الكلاسيكية لحاكم ألاباما جورج والاس". يشارك في بطولة الفيلم مجموعة من النجوم البارزين، بما في ذلك ماري وينينغهام، كلارنس ويليامز الثالث، جو دون بيكر، أنجلينا جولي، تيري كيني، ويليام سانديرسون، مارك رولستون، تريسي فرايم، سكيب سودوث، رون بيركنز، ومارك فالي.

عاد غاري سينيز تجسيد دور جورج والاس في فيلم تلفزيوني آخر من إخراج فرانكنهايمر بعنوان "طريق إلى الحرب" عام 2002، والذي يتناول دخول إدارة جونسون في حرب فيتنام.
عرض فيلم "جورج والاس" لأول مرة على قناة TNT في أغسطس عام 1997، وتم بثه على جزئين. نال الفيلم إشادة كبيرة من النقاد وحصل على العديد من الجوائز المرموقة، بما في ذلك جوائز إيمي برايم تايم لأفضل إخراج (فرانكنهايمر)، وأفضل ممثل رئيسي (سينيز)، وأفضل ممثلة مساعدة (وينينغهام)، وجوائز غولدن غلوب لأفضل مسلسل قصير أو فيلم تلفزيوني، وأفضل ممثلة مساعدة (جولي).

## القصة
يصوّر فيلم "جورج والاس" الحياة السياسية لرجل معقد. يبدأ والاس كقاضي جنوبي عادي، لكنه يتجه لتحقيق النجاح والمجد السياسي، ويصبح واحدًا من أكثر الشخصيات السياسية المكروهة في الولايات المتحدة. في النهاية، أدت محاولة اغتيال فاشلة تركته مشلولًا ويتألم إلى إدراك ما أصبح عليه.
يتتبع الفيلم قصة حياة والاس منذ الخمسينيات، عندما كان قاضيًا في محكمة دائرة في مقاطعة بربور، حتى فترة ولايته كأقوى حاكم في تاريخ ألاباما. يصور الفيلم فيلمه الرمزي "الوقوف عند باب المدرسة"، حيث حاول والاس منع الطلاب السود من دخول جامعة ألاباما. وهو يعرض تفاصيل موقفه من الفصل العنصري في ألاباما في ذلك الوقت، والذي أثبت شعبيته بين ناخبيه البيض، ويصور أيضًا صعود والاس باعتباره مرشحًا رئاسيًا. أدى هذا في النهاية إلى فوزه المفاجئ في عدة ولايات خلال الانتخابات الرئاسية عام 1968، والتي تلتها محاولة اغتياله بعد أربع سنوات.

## طاقم التمثيل
- غاري سينيز في دور جورج سي. والاس
- ماري وينينغهام في دور لورلين والاس
- كلارنس ويليامز الثالث في دور آرتشي
- جو دون بيكر في دور جيم "بيغ جيم" فولسوم
- أنجلينا جولي في دور كورنيليا والاس
- تيري كيني في دور بيلي واتسون
- ويليام سانديرسون في دور تي. واي. أودوم
- مارك رولستون في دور ريكي بريكل
- تريسي فرايم في دور جيرالد والاس
- سكيب سودوث في دور آل لينغو
- رون بيركنز في دور نيكولاس كاتزنباخ
- مارك فالي في دور المدعي العام الأمريكي روبرت ف. كينيدي
- سكوت برانتلي في دور آرثر بريمر
- كاثرين إيرب في دور السيدة فولسوم
- ستيف هاريس في دور نيل
- بوبي كيربي في دور جيمس هود
- كيتما نيلسون في دور فيفيان مالون

## روابط خارجية
George Wallace at IMDb